# Ardea, Italien
Ardea är en ort och kommun i storstadsregionen Rom, innan 2015 provinsen Rom, i regionen Lazio i Italien. Kommunen hade 49 750 invånare (2018) och gränsar till kommunerna Albano Laziale, Anzio, Aprilia, Ariccia, Pomezia och Rom.